# Куремсина Рать
Куремсина рать — історичний термін для опису походів золотоординського полководця і чингізида Куремси на Галицько-Волинське князівство.

## Стратегічна обстановка і датування
У 1243—1246 роках руські князі визнали верховну владу монгольських ханів. Однак, в Монгольської імперії після смерті Гуюка (1248) почалася боротьба за владу. Виникла напруженість між Андрієм Ярославовичем, який володів Володимиром по ярлику Гуюка, і його старшим братом Олександром Невським, який користувався підтримкою Батия. У 1250 році Андрій Ярославович одружився з дочкою Данила Галицького, а в 1252 році був розбитий Неврюєм, який посадив на велике володимирське князювання Олександра.
Куремса, згідно з повідомленням Плано Карпіні, був однією з п'яти ключових фігур в Орді (поряд з Батиєм, Берке, Картаном і Мауці), і контролював степи на правому березі Дніпра.
Зазвичай розглядають два походи Куремси, під Кременець та під Володимир і Луцьк, але Грушевський М. вважаєці походи відповідно другим і третім, а першим походом Куремси називає захоплення ординцями Бакоти в Пониззі і датує його 1252 роком (в літописі 1255, у І. Крип'якевича 1254), оскільки в 1253 році Данило у своєму листі Папі Римському вже згадував про татарський напад, і той видав буллу з покликанням християн Богемії, Моравії, Сербії та Померанії, а потім і католиків Прибалтики до хрестового походу проти татар.
У 1254 році Данило прийняв королівський титул і уклав союз з Міндовгом, який прийняв католицизм і корону ще в 1251 році. Повернувшись на Батьківщину з Австрії Роман Данилович отримав Новгородок, а незабаром ятвяги були підкорені Данилом.
Всі події літопис датує 1255—1259 роками, що було уточнено Грушевським. Він датує походи Куремси 1252—1255 роками, поміщаючи похід на Кременець під 1254 рік, на Володимир і Луцьк — під 1255. У будь-якому випадку події обмежуються 1258 роком, коли на допомогу Куремсі прийшло ординське військо на чолі з Бурундаєм.

## Хід подій
Під час першого походу татари зайняли Бакоту, на їх сторону перейшов старійшина Мілей. Проти них був відправлений Лев Данилович який відбив місто.
Під час другого походу Куремса безуспішно брав в облогу Кременець. Коли претендент на Галич Ізяслав, який боровся проти Данила з 1230-х років, у 1254 році попросив допомоги у Куремси для захоплення Галича та отримав відмову, зробив це самостійно, але потім зазнав поразки від галицьких сил на чолі з Романом Даниловичем.
Взимку 1254/55 років Данило організував походи в Пониззя і Болохівську землю та вигнав звідти баскаків, а у 1255 році взяв Возвягль. План походу на Київ був зірваний вторгненням литовців під Луцьк (після отриманого ними в тому ж році від Папи Римського дозволу воювати Руську землю).
За відомостями літопису, під час останнього походу Куремса раптово вторгнувся на Русь, не перейшовши Стиру надіслав війська до Володимира. Захисники міста провели успішну вилазку в пішім строю. Війська збиралися Данилом в Холмі, Васильком у Володимирі, також до них мав приєднатися Лев Данилович. Але випадково виникла пожежа в Холмі була витлумачена у Львові як його взяття татарами, і виникла паніка, яка ускладнила збір військ. Про участь Лева в наступному з'єднанні військ Данила і Василька літопис не повідомляє.
Військо прийшло до Володимира, і полк Василька справив вдалий рейд проти татар, завдавши їм поразки і взявши полонених. Однак і після перемоги татари продовжували перебувати в районі Луцька, який не був підготовлений до облоги. Татар відділяв від міста міст і захисники Луцька знищили його, коли татари спробували відігнати їх від берега каменеметними машинами для того щоб переправитися, але вітер завадив їм це зробити. Після цього Куремса ухвалив рішення про відступ до степу.

## Висновки
На думку М. Грушевського, метою нападів Куремси було захоплення прикордонних земель Галицько-Волинського князівства, оскільки, з одного боку, ці походи не були просто грабіжницькими, а з іншого, не переслідували мети зміни влади в Галичі. І. Крип'якевич пише про те, що князівські сторожі дали сильну відсіч, і «Куремсина війна» закінчилася перемогою військ Данила.
«Для підтримки татарського престижу» з Орди був присланий Бурундай. У 1258 році Романовичі були змушені йти з ним на Литву (в обмін на це їм було запропоновано мир з Ордою), в 1259/60 — в Польщу, Романовичі були змушені знести зміцнення кількох міст. Метою Бурундая не був каральний похід, але результатом його дій стало відновлення залежності Галицько-Волинського князівства від Орди. Романовичам довелося змиритися з втратою Пониззя та сплачувати щорічну данину. Проте Галицько-Волинське князівство і надалі існувало як незалежна держава.

## У мистецтві
У фільмі «Данило - князь Галицький» (1987) показано масштабний бій за участю Романовичів і Даниловичів, що відбувається вночі в світлі пожежі Холма і закінчився розгромом татар.